# Messier 55

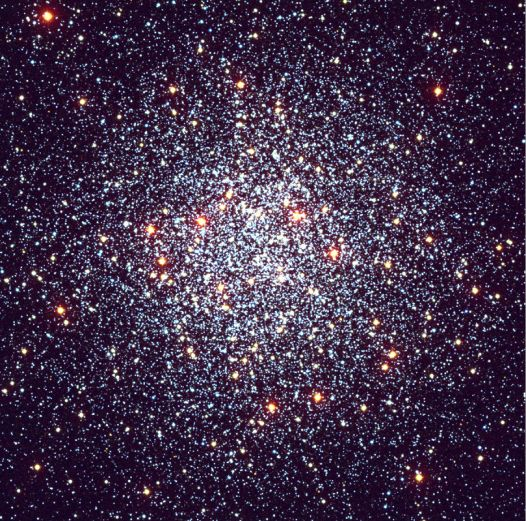
Het centrum van Messier 55

M55 (Messier 55 / NGC 6809) is een bolvormige sterrenhoop in het sterrenbeeld Boogschutter. Het hemelobject werd ontdekt door Nicolas Louis de Lacaille in 1751 en in 1778 door Charles Messier herontdekt en vervolgens in zijn catalogus van komeetachtige objecten opgenomen als nummer 55.
M55 ligt 17.300 lichtjaar van ons vandaan en meet 100 lichtjaar in diameter. Er is slechts een zestal veranderlijke sterren bekend in M55.
Messier 55 bevindt zich op 6 graden ten zuidwesten van het gemakkelijk waarneembare asterisme Terebellum. Niet al te sterk vergrotende telescopen zijn vereist om de relatief laagstaande Messier 55 vanuit de Benelux waar te kunnen nemen. Gedurende de culminatie klimt deze bolvormige sterrenhoop tot slechts 8 graden boven de zuidelijke horizon.